# Москалёвцы (Дятловский район)
Москалёвцы (бел. Маскалёўцы) — деревня в Дятловском сельсовете Дятловского района Гродненской области Белоруссии. По переписи населения 2009 года в Москалёвцах проживало 20 человек.

## География
Москалёвцы расположены в 6 км к востоку от Дятлово, 152 км от Гродно, 11 км от железнодорожной станции Новоельня.

## История
В 1624 году упоминаются как Москали в составе Марковского войтовства Дятловской (Здентельской) волости во владении Сапег.
В 1878 году Москалёвцы (Москали) — деревня в Дятловской волости Слонимского уезда Гродненской губернии (22 хозяйства, магазин).
В 1905 году в Москалёвцах проживало 189 жителей.
В 1921—1939 годах Москалёвцы находились в составе межвоенной Польской Республики. В сентябре 1939 года Москалёвцы вошли в состав БССР.
В 1996 году Москалёвцы входили в состав колхоза «Россия». В деревне насчитывалось 24 хозяйства, проживал 41 человек.